# Моё лицо
«Моё лицо» (до 2017 года назывался «Додзёдзи-храм») — спектакль Нового драматического театра в двух действиях по двум пьесам Юкио Мисимы «Додзёдзи» и «Надгробие Комати». Спектакль был поставлен режиссёром-постановщиком - Вячеславом Долгачёвым и художником-постановщиком - Маргаритой Демьяновой в 2010 году, исполнялся до 2017 года, возобновлен под другим названием в 2018 году.

## История спектакля

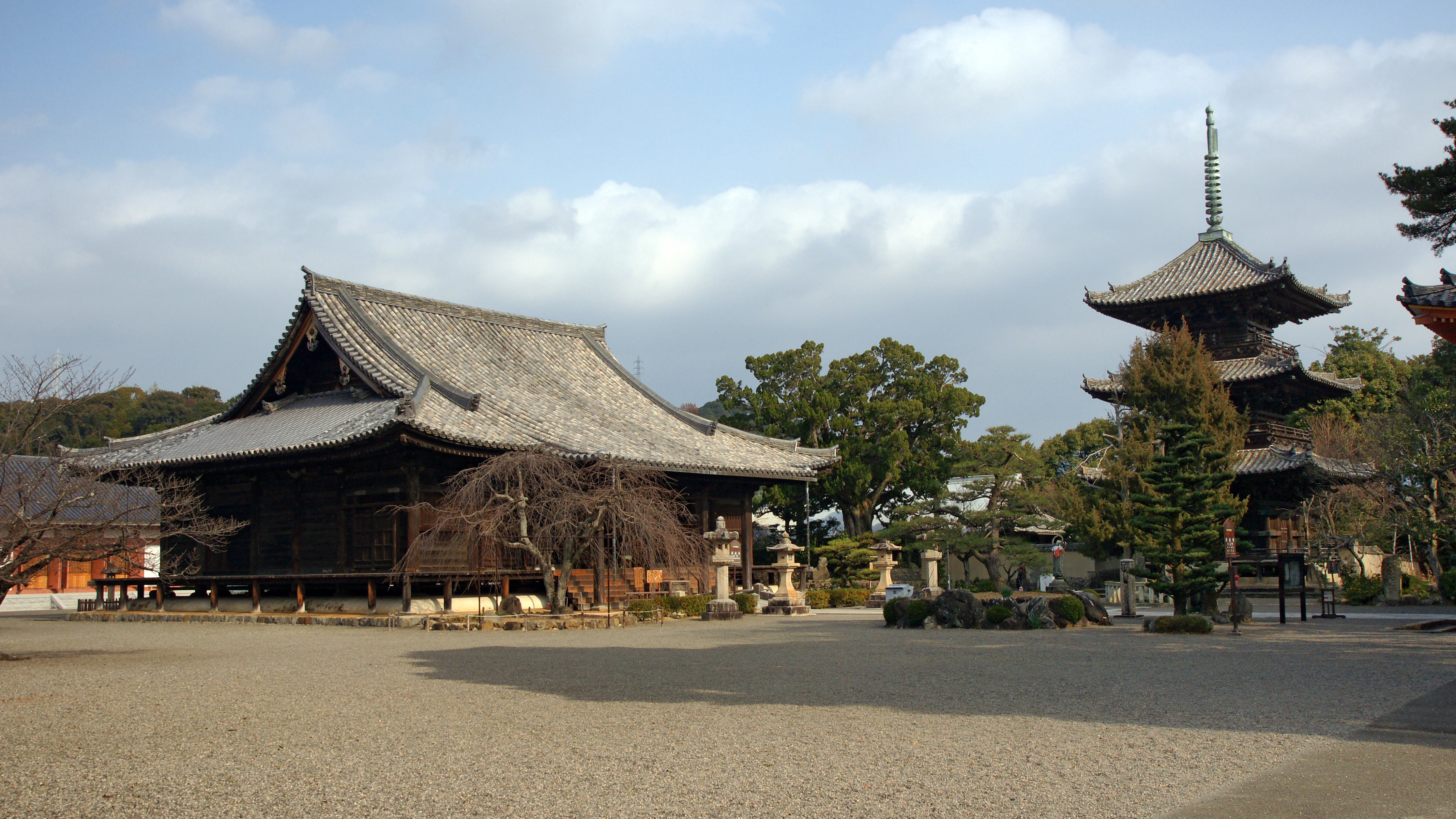
Храм Додзёдзи, Хидакагава

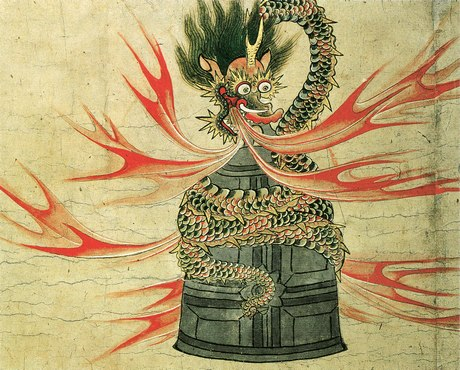
Девушка, превратившаяся в змею, и колокол храма Додзёдзи - из классической пьесы театра Ноо. В пьесе Ю. Мисимы роль колокола играет антикварный шкаф.

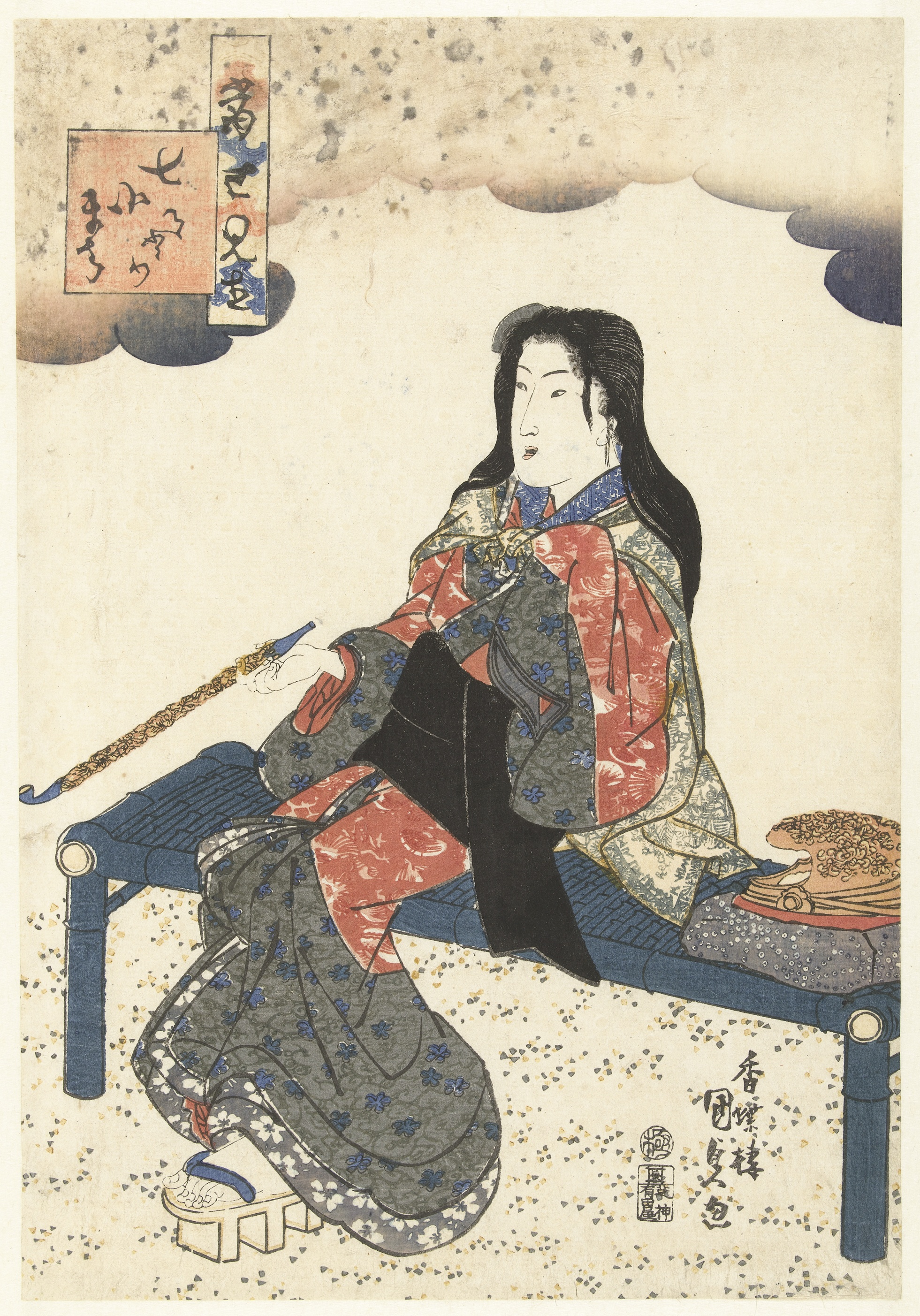
Комати на укиё-э Кунисады сидит на скамейке с бамбуковой трубкой в руках. Комати в начале и в конце пьесы Ю. Мисимы сидит на скамейке в парке и считает окурки

Как писало 20 февраля 2012 г. японское издание «Российской газеты», «Додзёдзи-храм» 
стала первой в Москве постановкой пьес из цикла Ю. Мисимы «Современный театр Но». В современную урбанистическую среду перемещаются древние сюжеты театра Ноо и Кабуки. Героиней написанной в 1333 году пьесы Канъами Киёцугу «Гробница Комати» была поэтесса IX века Оно-но Комати, одна из Шести бессмертных поэтов древней Японии, а легенда о колоколе основанного в 701 году храма Додзёдзи, ставшая сюжетом нескольких классических пьес, известна с XI века.

## Сюжет
Героиня первой истории Юкио Мисимы, красавица Киёко, страдает из-за своего лица. Ведь все видят в ней только её красоту. Никто и не утруждает себя увидеть что-то за поверхностью её лица. А если бы она была некрасива? Может быть тогда любили бы по-настоящему её, а не её лицо? И Киёко, потеряв своего возлюбленного, понимает, что «её враг - это природа, её собственное милое лицо». И пытается его изуродовать

Во второй истории этого диптиха мы встречаемся с древней старухой, нищенкой Комати, у которой уже практически и нет лица. Несостоявшийся поэт становится подлинным поэтом только тогда, когда ему открывается в лице старухи истинная красота женщины, прожившей долгую удивительную жизнь.

## Действующие лица и исполнители
Режиссер-постановщик — Вячеслав Долгачев

Художник-постановщик — Маргарита Демьянова

Музыкальное оформление Ларисы Казаковой

### Из афиши 2017 года (спектакль "Додзёдзи-храм)[9]
Премьера состоялась: 30 января 2010 года

#### Додзёдзи
Антиквар  —  Дмитрий Шиляев

Киёко  —  Виолетта Давыдовская

Хозяин квартиры  —  Олег Бурыгин, Александр Курский

Участники аукциона  —  Екатерина Демакова, Тимур Пшуков, Дмитрий Светус, Алексей Спирин, Дарья Фомина

#### Надгробие Комати
Комати  —  Ирина Мануйлова

Поэт  —  Михаил Калиничев, Евгений Рубин

Прохожий  —  Александр Курский

Официант  —  Дмитрий Шиляев

Влюбленные  —  Виолетта Давыдовская, Екатерина Демакова, Тимур Пшуков, Дмитрий Светус, Алексей Спирин, Дарья Фомина

### Из афиши 2019 года (спектакль "Моё лицо")[5]
Спектакль возобновлен: 7 ноября 2018 года

#### Додзёдзи
Антиквар  —  Дмитрий Шиляев

Киёко  —  Екатерина Демакова

Хозяин квартиры  —  Олег Бурыгин, Александр Курский

Участники аукциона  —  Дарья Фомина, Дмитрий Морозов, Юрий Караулкин, Алексей Спирин 

#### Надгробие Комати
Комати  —  Ирина Мануйлова

Поэт  —  Михаил Калиничев, Евгений Рубин

Прохожий  —  Александр Курский

Официант  —  Дмитрий Шиляев

Влюбленные  —  Екатерина Демакова, Дарья Фомина, Дмитрий Морозов, Юрий Караулкин, Алексей Спирин

## Пресса о спектакле
Ирина Алпатова опубликовала одну из первых профессиональных рецензий на спектакль, расценив его как главный успех театрального сезона в МНДТ.